# Kristinehovsgatan

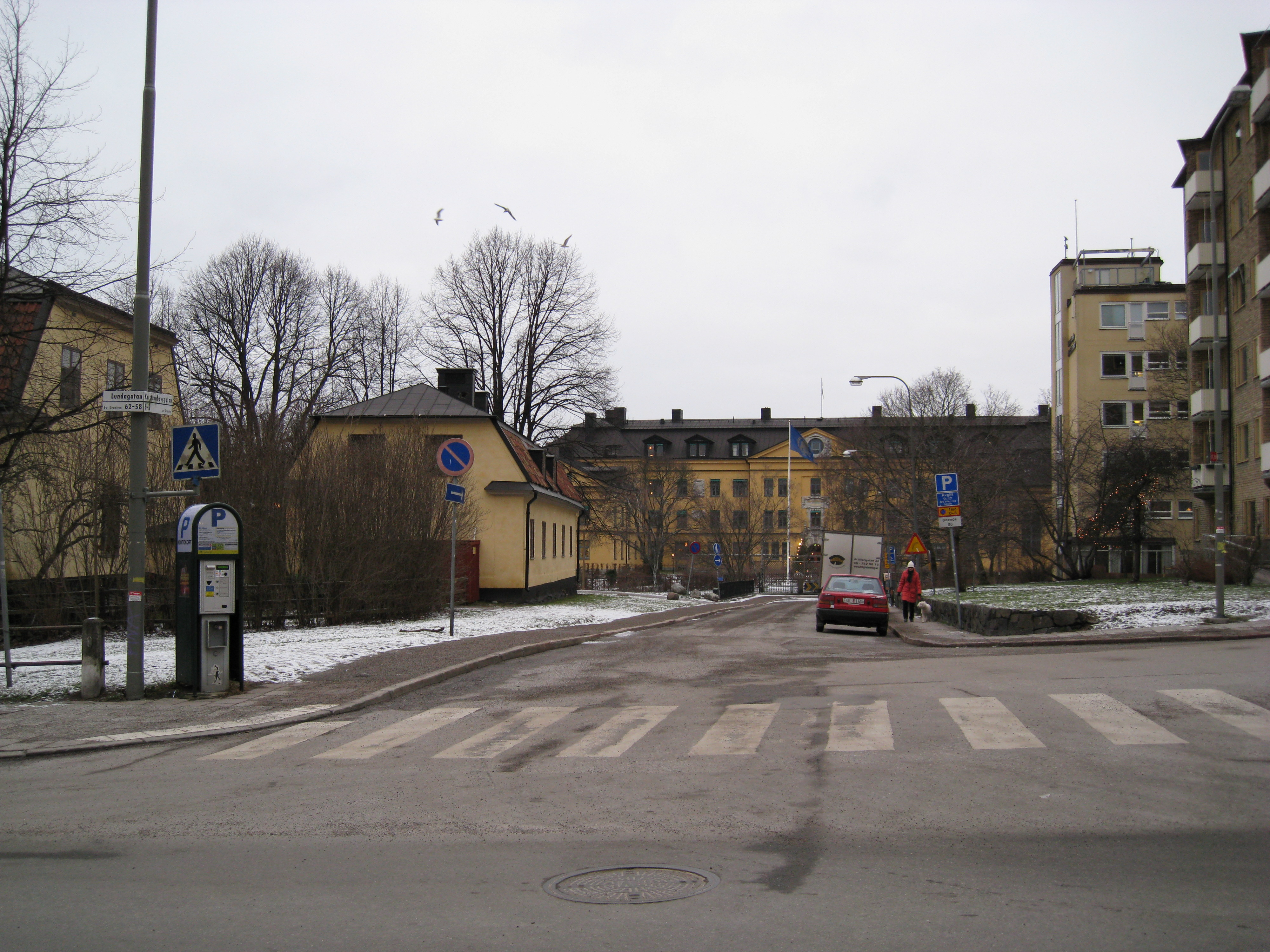
Kristinehovsgatan norrut från Lundagatan. Till vänster Kristinehov. I bakgrunden Borgarhemmet.

Kristinehovsgatan är en 350 meter lång gata på Södermalm i Stockholm. Gatan sträcker sig från Högalidsgatan i norr till Hornsgatan i söder. 
Kristinehovsgatan har fått sitt namn av malmgården Kristinehov. Kristinehov byggdes på 1790-talet av grosshandlare Georg Fredrik Diedrichsson (1730-1807). Han och hans hustru testamenterade malmgården till Borgerskapets gubbhus. 1811 inrättades ett gubbhus på Kristinehov och verksamheten flyttades inte därifrån förrän det nya Borgarhemmet stod färdigt strax norr om Kristinehov år 1908. Under början av 1900-talet kallades den då nya gatan för Gubbhusgatan. Malmgården ligger på Kristinehovsgatan 2.
Föreningen "Handelskårens Hemgård" bildades i början av 1920-talet av "i Stockholm boende handelsidkerskor" och syftet med föreningen var att bereda sina gamla "en god bostad". År 1940 hade man lyckats med att samla in 160.000 kronor, vilket räckte till att uppföra funkishuset på Kristinehovsgatan 1-3. Arkitekt var Ernst Grönwall. Idag kallas huset "Nya Christinehof" och drivs av Stockholms Borgerskap.
Gatans norra del mellan Lundagatan och Högalidsgatan är enkelriktad norrut. Gatans sydligaste del, närmast Hornsgatan, är gågata.